# No me dejes solo
 (mars 2018).
Si vous disposez d'ouvrages ou d'articles de référence ou si vous connaissez des sites web de qualité traitant du thème abordé ici, merci de compléter l'article en donnant les références utiles à sa vérifiabilité et en les liant à la section « Notes et références ».
No me dejes solo est une chanson de Daddy Yankee, avec la participation de Wisin y Yandel. Elle est extraite de l'album Barrio fino, et est sortie en 2004.

## Classement
Classement par pays: